# Parafia Wniebowzięcia Najświętszej Maryi Panny w Radlinie
Parafia Wniebowzięcia Najświętszej Maryi Panny w Biertułtowach – rzymskokatolicka parafia znajdująca się w Biertułtowach, części miasta Radlin. Parafia należy do archidiecezji katowickiej i dekanatu Niedobczyce.

## Historia

### Parafia

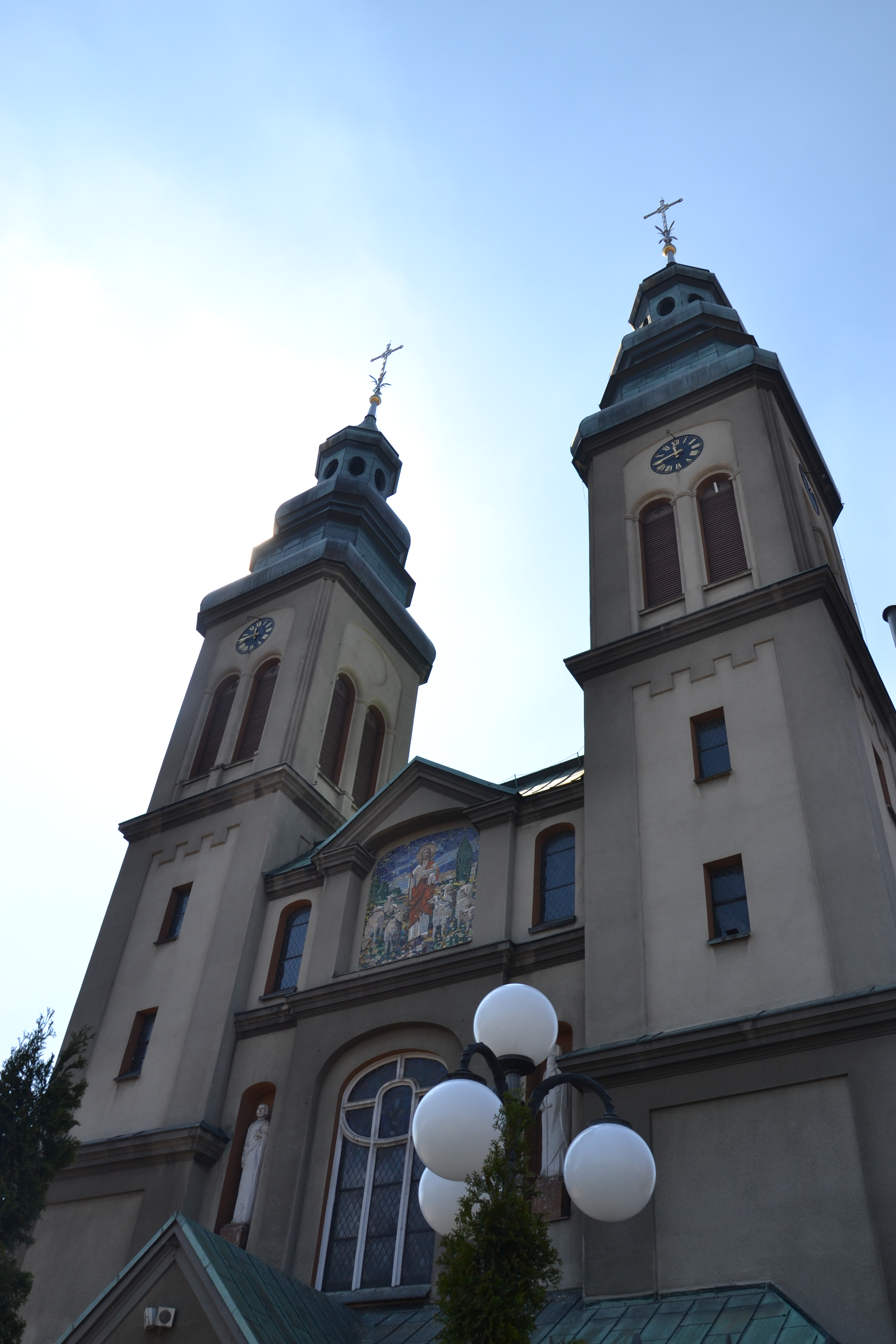
Wieże kościelne

Mieszkańcy Biertułtów początkowo należeli do parafii św. Jerzego w Rydułtowach w dekanacie wodzisławskim. Erygowanie parafii poprzedziło ustanowienie w 1924 r. lokali należącej nadal do parafii w Rydułtowach w dekanacie wodzisławskim. Parafia Biertułtowy powstała na mocy dekretu Administratora Apostolskiego ks. Augusta Hlonda z 29 lipca  1925 r. włączona została do powstającego wtedy dekanatu rybnickiego. Pierwszym proboszczem parafii i zarazem budowniczym kościoła został ks. Franciszek Palarczyk. Plan świątyni wykonał budowniczy Jan Affa z Raciborza. Budowa kościoła rozpoczęła się w kwietniu 1926 r. W tym samym roku na odpust Wniebowzięcia Najświętszej Maryi Panny 15 VIII poświęcono kamień węgielny, którego dokonał wikariusz generalny ks. dr Teofil Bromboszcz. W dwa lata później kościół był już gotowy w stanie surowym. W pierwszą niedzielę października 1928 r. odbyło się poświęcenie kościoła, którego dokonał ks. Jan Skrzypczyk. W 1932 r. parafię administracyjnie włączono do gminy Radlin.  
W latach 1955-1997 parafia należała do dekanatu wodzisławskiego. W 1972 r. nastąpiła konsekracja kościoła, której dokonał ówczesny bp Herbert Bednorz. W grudniu 1983 r. w niewyjaśnionych okolicznościach wybuchł pożar w kościele, wskutek którego całkowitemu zniszczeniu uległ główny ołtarz oraz znaczna część organów. Projekt nowego ołtarza wykonał rzeźbiarz Zygmunt Brachmański. Konsekracji nowego ołtarza dokonał biskup Damian Zimoń w 1986 r. W latach 1975-1996 parafia administracyjnie położona była w mieście Wodzisław Śląski. W 1998 parafię włączono do dekanatu niedobczyckiego. Zgodnie z dekretem ks. abp. Wiktora Skworca, dnia 28 lipca 2013 r., administratorem parafii został ks. Zbigniew Folcik (dotychczasowy wikariusz), a dawny proboszcz - ks. Zenon Działach - został proboszczem parafii w Siemianowicach Śląskich-Bańgowie.

### Proboszczowie
- ks. Franciszek Palarczyk (1925–1961)
- ks. Emanuel Francus (1961–1978)
- ks. prałat Alfred Wloka (1978–2007)
- ks. Zenon Działach (2007–2013)
- ks. Zbigniew Folcik (2013–nadal)

## Grupy parafialne
Na terenie parafii działa kilkanaściegrup parafialnych;
- Grupa Modlitewna Siloe,
- Schola dziecięca,
- Schola liturgiczna,
- Liturgiczna Służba Ołtarza (Ministranci),
- Dzieci Maryi,
- Oaza Młodzieżowa,
- Oaza Rodzin (Kościół Domowy),
- Żywy Różaniec,
- Katecheza Dorosłych,
- Franciszkański Zakon Świeckich,
- Czciciele Miłosierdzia Bożego,
- Apostolstwo Dobrej Śmierci,
- Poradnia Życia Rodzinnego,
- Mężczyźni Świętego Józefa,
- Rodzina Bł. Edmunda Bojanowskiego.